# ستل
latitudeستلlongitudeستل
ستل (به انگلیسی: Settle) یک منطقهٔ مسکونی در انگلستان است که در یورکشایر و هامبر واقع شده‌است.

## خصوصیات
ستل ۲٬۴۲۱ نفر جمعیت دارد.